# Mall del Sol
Mall del Sol Shopping Center es un centro comercial ubicado en Guayaquil, Ecuador. y es el más grande del Ecuador, Su construcción fue financiada por el grupo empresarial Pronobis y el grupo Wright con una inversión de treinta millones de dólares, y fue inaugurado en diciembre de 1997. Actualmente el paquete accionario está dividido en 89% para Grupo Nobis y 11% para Corporación La Favorita.
Al momento de su inauguración pasó a ser el centro comercial más grande de la costa del Pacífico Sur, con 100.000 m², actualmente con las remodelaciones (2022) que se le ha hecho  tiene una superficie de construcción de 173.268 metros cuadrados lo que lo convierte en el centro comercial más grande del Ecuador, en la última remodelación se sumó un total más de 300 locales y más de 50 islas La apertura de Mall del Sol ocurrió en momentos en que Ecuador atravesaba la crisis financiera de 1999, por lo que la construcción del mismo ayudó a darle empleo a muchos ciudadanos.
Junto a este proyecto estuvo sumado el hotel Sheraton Four Points, el edificio Executive Center y el Casino del Sol que conforman el magno proyecto de Ciudad del Sol En 2007 se incorporó una capilla católica al centro comercial, llamada Santa Isabel. Dos años después empezó un proceso de ampliación que duró tres años. Entre las ampliaciones realizadas estuvo la construcción de las llamadas Torres del Sol, las mismas que alcanzaron una inversión de doce millones dólares.
En 2012 se inauguró junto al centro comercial el hotel Sonesta, construido por el grupo Nobis. El hotel requirió una inversión de veinte millones de dólares y fue conectado al Mall del Sol por medio de una galería comercial. En el mismo año, una vez acabado el proceso de ampliación, el centro comercial pasó a tener 290 tiendas y 26 locales en el patio de comidas.

## Concurrencia
Un estudio realizado por Ipsa Group en 2011 determinó que Mall del Sol es el centro comercial más concurrido de la ciudad, con un 39% de afluencia. Hasta el año 2007, era visitado por un aproximado mensual de un millón de personas, de las cuales 300.000 iban al patio de comidas. Cifras del 2012 ubicaron su afluencia en aproximadamente 1.500.000 personas al mes, así mismo recibiendo entre 10.000 y 12.000 vehículos diarios.
Para el 2019, la concurrencia era de 1.800.000 clientes al mes.